# سيدي علي (إمرابطن)
سيدي علي هي إحدى مشيخات المملكة المغربية، تتبع جغرافيا لإقليم الحسيمة وإداريًا لإمرابطن. يقدر عدد سكانها بـ 6107 نسمة حسب الإحصاء الرسمي للسكان والسكنى لسنة 2004.